# Alto Palancia
Alto Palancia (en valencien : Alt Palància) est une comarque de la province de Castellón, dans la Communauté valencienne, en Espagne. Son chef-lieu est Segorbe.

## Communes

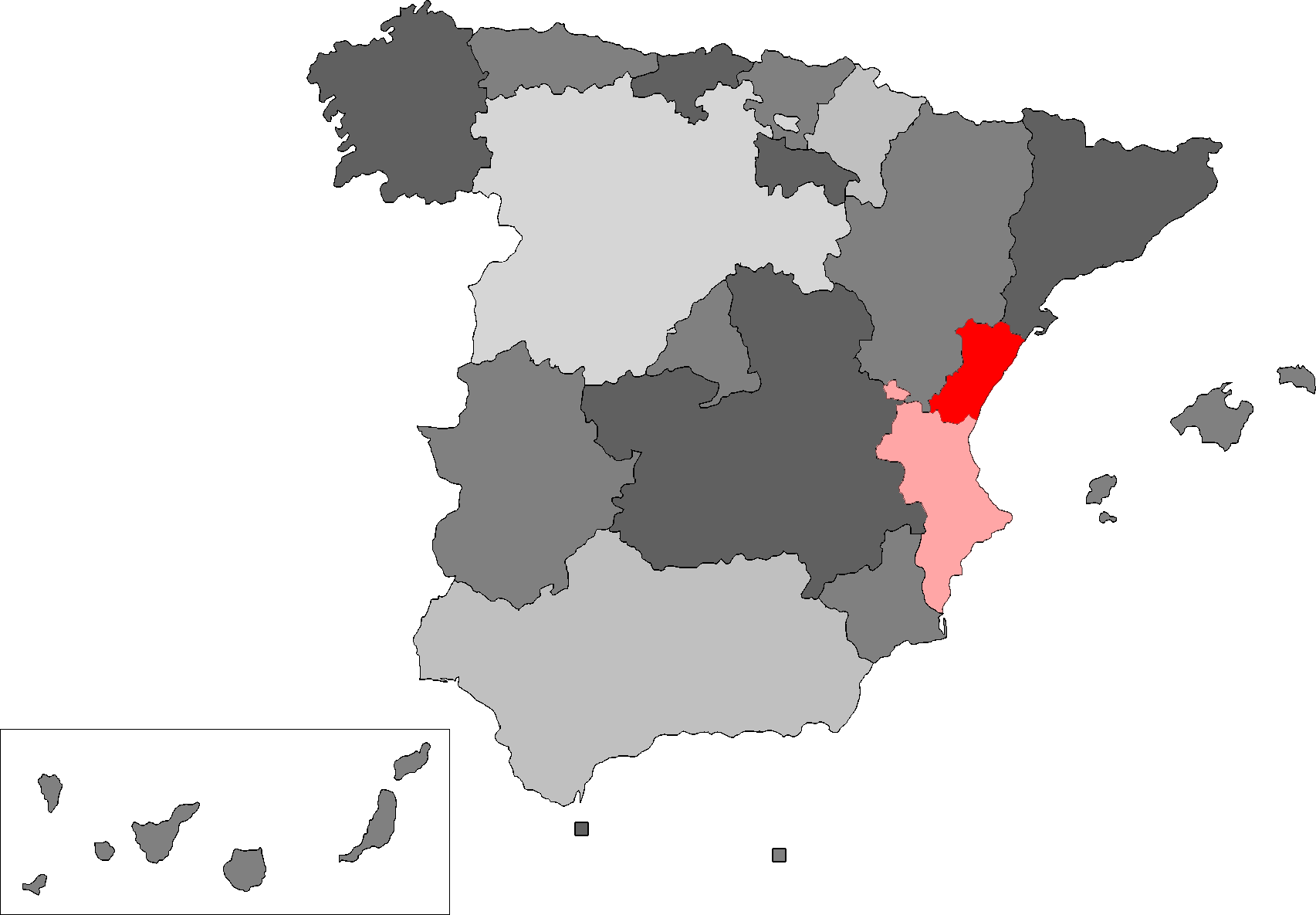
Localisation de la Province de Castellón dans la Communité de Valence

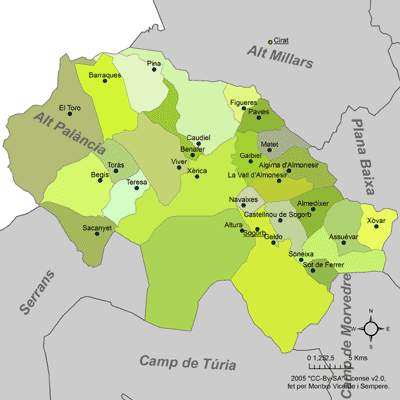
Communes de Alto Palancia

- Algimia de Almonacid
- Almedíjar
- Altura
- Azuébar
- Barracas
- Bejís
- Benafer
- Castellnovo
- Caudiel
- Chóvar
- Gaibiel
- Geldo
- Higueras
- Jérica
- Matet
- Navajas
- Pavías
- Pina de Montalgrao
- Sacañet
- Segorbe
- Soneja
- Sot de Ferrer
- Teresa
- Torás
- El Toro
- Vall de Almonacid
- Viver